# Sicario 2
Sicario 2 (Originaltitel Sicario: Day of the Soldado) ist die Fortsetzung des Thrillers Sicario. Der Actionfilm kam am 29. Juni 2018 in die US-amerikanischen Kinos und am 19. Juli 2018 in die deutschen Kinos. Regie führte Stefano Sollima, das Drehbuch schrieb wie beim Vorgänger Taylor Sheridan.

## Handlung
Die mexikanischen Drogenkartelle schleusen zunehmend auch Menschen über die Grenze zwischen den Vereinigten Staaten und Mexiko. Nachdem sich ein mutmaßlicher Islamist der Festnahme im Grenzgebiet durch Zündung einer am Körper getragenen Bombe entzieht, reißen kurz darauf drei islamistische Selbstmordattentäter zahlreiche Supermarktkunden in Kansas City mit in den Tod. Jetzt steht für die US-amerikanischen Behörden fest, dass die Kartelle auch Terroristen in die USA schmuggeln. Der US-Verteidigungsminister beauftragt den CIA-Beamten Matt Graver, einen Krieg zwischen den Drogenkartellen zu entfachen. Graver schlägt vor, die 16-jährige Tochter Isabel des Drogenbarons Carlos Reyes zu entführen und es dem Matamoros-Kartell unterzuschieben. Für diese Entführung rekrutiert er wieder den Söldner Alejandro Gillick, der noch eine offene Rechnung mit Reyes wegen der Ermordung seiner Familie hat.
In einer Parallelhandlung wird Miguel, ein in den USA lebender Latino-Jugendlicher, von einer Schleuserbande als Menschenschmuggler angeworben. Durch einen Beinahunfall auf einem Parkplatz in den USA begegnet er Gillick und Graver zufällig.
Isabels Entführung gelingt wie geplant und das Mädchen wird nach Texas gebracht, wo man ihr vorspielt, von der DEA befreit worden zu sein. Graver und Gillick bringen Isabel nach Mexiko zurück, um sie vermeintlich den dortigen Behörden zu übergeben. Der eigentliche Plan ist jedoch, sie in Matamoros-Territorium zu bringen, um den Konflikt weiter anzuheizen. Der Fahrzeugkonvoi gerät allerdings in einen Hinterhalt, bei dem die begleitenden korrupten mexikanischen Bundespolizisten das Feuer auf die US-Soldaten eröffnen. Während die US-Amerikaner die Angreifer in einem Feuergefecht töten können, flieht Isabel. Gillick bietet sich an, Isabel zu suchen, und bekommt von Graver einen GPS-Sender, den er aktivieren soll, wenn sie an der Grenze ankommen.
Zurück in den USA bekommt Graver vom Verteidigungsminister den Befehl, die Aktion zu beenden. Die Tötung der mexikanischen Polizisten verursacht erhebliche diplomatische Schwierigkeiten. Überdies hat sich in der Zwischenzeit herausgestellt, dass die Selbstmordattentäter im Supermarkt gebürtige US-Amerikaner waren und gar nicht über die mexikanische Grenze geschleust worden waren. Graver soll daher nun das Mädchen und Gillick töten, um die Spuren zu verwischen und jegliche Verantwortung der US-Regierung glaubhaft abstreiten zu können. Gravers Einwände werden von seiner Vorgesetzten Cynthia Foards nicht akzeptiert.
Gillick hat Isabel inzwischen gefunden und bekommt allmählich Gewissensbisse, das junge Mädchen hineingezogen zu haben. Isabel erkennt in Gillick den Staatsanwalt, dessen Familie vom Kartell ihres Vaters ermordet wurde. Graver kontaktiert Gillick und befiehlt ihm, Isabel zu töten. Gillick widersetzt sich jedoch und bittet Graver, ihm zu helfen, sie über die Grenze zu bringen, was dieser allerdings ablehnen muss.
Auf dem Weg zur Grenze aktiviert Gillick den GPS-Sender und versteckt ihn in Isabels Schuh, woraufhin sich Graver und sein Team auf den Weg machen, um die beiden zu töten. Gillick begibt sich mit Isabel zu der Schleuserbande, in der Miguel arbeitet. Dieser erkennt Gillick wieder und meldet dies dem Anführer. Die Schleuser erkennen Isabel Reyes und nehmen beide gefangen. Miguel soll Gillick töten, doch die Kugel durchbohrt nur dessen Mund. Die Schleuser halten Gillick dennoch für tot, lassen ihn zurück und fahren mit Isabel weiter. Aufgrund der von einer Drohne gelieferten Lagebilder halten die US-Soldaten Gillick ebenfalls für tot und nehmen die Verfolgung der Schleuser auf.
Derweil setzt sich Miguel von den Schleusern ab. Kurz danach holen die US-Hubschrauber die Schleuser ein und töten alle außer Isabel. Graver handelt gegen seinen Befehl und nimmt das Mädchen mit in die USA, um es in ein Zeugenschutzprogramm zu nehmen.
Gillick kommt wieder zu Bewusstsein, befreit sich aus seinen Fesseln und fährt Richtung USA. Ein Jahr später besucht er Miguel und will mit ihm über seine Zukunft als Auftragskiller reden.

## Produktion
Bei Sicario 2 handelt es sich um eine Fortsetzung des Thrillers Sicario über den Drogenkrieg im Grenzgebiet zwischen Mexiko und Arizona. Regie führte Stefano Sollima, nachdem anfänglich Denis Villeneuve für diesen Posten vorgesehen war. Das Drehbuch schrieb wie beim Vorgänger Taylor Sheridan. Sicario bildete, gefolgt von Hell or High Water und Wind River, den ersten Teil der American-Frontier-Trilogie. Im Herbst 2015 kündigten die Filmemacher eine Fortsetzung ihres Stoffes an, der nichtsdestotrotz eine alleinstehende Geschichte erzählen sollte. Im März 2018 veröffentlichte Sony die offizielle Inhaltsbeschreibung des Sequels.
Die Filmmusik komponierte die Isländerin Hildur Guðnadóttir. Der Soundtrack, der 14 Musikstücke umfasst, wurde am 29. Juni 2018 von Varese Sarabande veröffentlicht.
Drei Darsteller aus dem ersten Film kehren in Sicario 2 zurück. Benicio del Toro übernahm abermals die Rolle des Alejandro Gillick, während Josh Brolin erneut seinen CIA-Verbindungsmann Matt Graver spielt und Jeffrey Donovan wieder in der Rolle des CIA-Agenten Steve Forsing zu sehen ist. Emily Blunt, die Hauptdarstellerin aus Sicario, kehrte im Gegensatz zu den zwei männlichen Protagonisten für die Fortsetzung nicht zurück, weil die Filmemacher ihren Teil der Geschichte eigenen Angaben zufolge für abgeschlossen hielten. Laut Regisseur Sollima verkörpert Blunt in Sicario eine moralische Instanz, die beim Nachfolger Sicario 2 nunmehr wegfalle. Neu dabei sind Catherine Keener und Matthew Modine.
Die deutsche Synchronisation entstand nach einem Dialogbuch von Alexander Löwe und der Dialogregie von Joachim Tennstedt im Auftrag der FFS Film- & Fernseh-Synchron GmbH, Berlin. Klaus-Dieter Klebsch leiht in der deutschen Fassung Matt Graver seine Stimme, während Alejandro Gillick von Torsten Michaelis gesprochen wird.
Die Dreharbeiten fanden in Mexiko-Stadt, unter anderem auf der Avenida Santa Fe 485 im Stadtbezirk Cuajimalpa, statt.
Am 19. Dezember 2017 wurde ein erster Trailer zum Film veröffentlicht, im März 2018 folgte ein zweiter. Der Film kam am 29. Juni 2018 in die US-amerikanischen und am 19. Juli 2018 in die deutschen Kinos. Ebenfalls ab 29. Juni 2018 wurde der Film auch in Saudi-Arabien gezeigt und ist damit einer der ersten Filme, die dort nach Jahrzehnten in die Kinos kamen, nachdem in dem Land Filmtheater seit den 1980er Jahren verboten waren. Eine Vorpremiere des Films fand am 18. Juni 2018 in New York statt.

## Rezeption

### Altersfreigabe
In den USA erhielt der Film von der MPAA ein R-Rating, was einer Freigabe ab 17 Jahren entspricht. In Deutschland erhielt der Film eine Freigabe ab 18 Jahren. Hierzu merkt Daniel Krüger im Musikexpress an, wenn ein Loch im Kopf eines Erschossenen quälend lang in Nahaufnahme gezeigt wird oder Sollima zeigt, wie sich ein Attentäter direkt neben einem Kleinkind in die Luft sprengt, dann werfe dies die Frage auf, ob die Geschichte nicht mit weniger drastischen Bildern funktionieren würde.

### Kritiken
Sicario 2 erhielt bei Rotten Tomatoes eine positive Wertung von 62 % basierend auf 293 gewerteten Kritiken. Die Seite meint, der Film sei „weniger subversiv“ als der Vorgänger, funktioniere aber als „stilvoller, dynamischer“ Thriller, wenngleich sein „amoralischer Männlichkeitswahn“ für ein finsteres Seherlebnis sorge. Metacritic ermittelte einen Metascore von 61 basierend auf 50 Kritiken.
Erste Reaktionen nach dem Wegfall des Social-Media-Embargos waren exzellent. So meinte Steven Weintraub von Collider: „Ich bin glücklich zu berichten: Sicario: Day of the Soldado ist *extrem* gut gemacht und bietet fantastische Auftritte von Josh Brolin und Benicio del Toro. Wie Sie vielleicht erwartet hatten, ist Taylor Sheridans Drehbuch exzellent. Ich hoffe wirklich, dass der Film gut läuft, damit die Trilogie vervollständigt werden kann.“

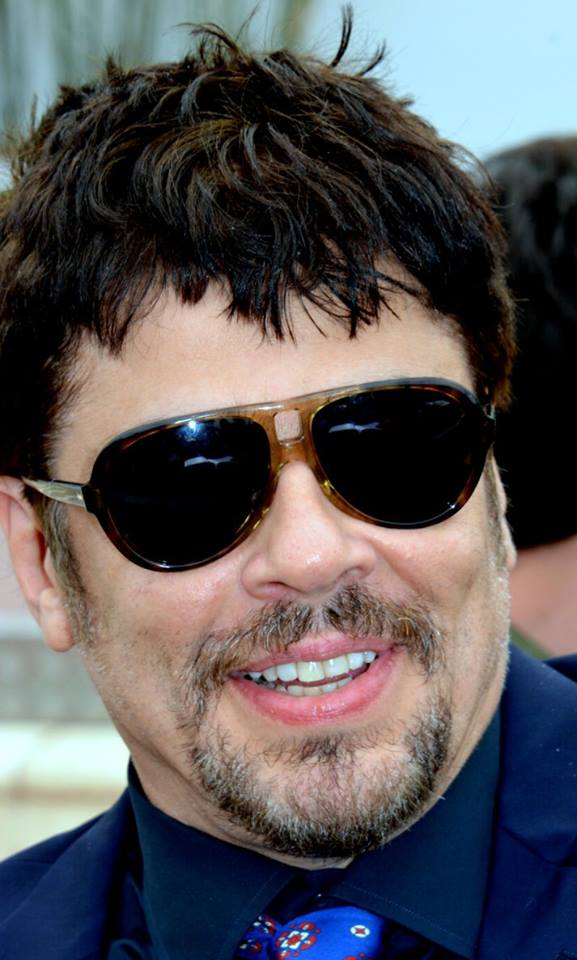
Benicio Del Toro übernahm abermals die Rolle des Alejandro Gillick

Sascha Westphal von epd Film meint, wie einst Samuel Fuller, der diese Form des bis zum Äußersten aufgeheizten Genrekinos in den 1950er und -60er Jahren etabliert hat, trieben Taylor Sheridan und Stefano Sollima das Entsetzen ins Extrem, doch das Sensationalistische sei niemals nur Selbstzweck: „Die beiden Filmemacher greifen auf die Erregungsstrategien der Populisten und ihrer medialen Mitläufer zurück, um dann davon zu erzählen, wie sich Furcht und Wut, Abscheu und Verzweiflung instrumentalisieren lassen.“
Die Filmkritikerin Antje Wessels bewertet den Film auf Filmstarts mit 3,5 von 5 Sternen und bemerkt, Sicario 2 sei ein gänzlich anderer Film geworden als der Vorgänger, was auf den ersten Blick etwas irritieren mag, aber neue, ebenfalls sehr spannende Perspektiven auf das kaltblütige Treiben der Schmugglerkartelle bringe: „Wer es negativ ausdrücken möchte, könnte sagen, dass Sicario 2 all das fehlt, was den ersten Teil ausgemacht hat. Dank der mitreißend aufspielenden Emily Blunt in der Rolle einer hochengagierten FBI-Agentin, die ihre Ideale nicht aufgibt, versprühte Sicario zwischen all der Gewalt und Skrupellosigkeit immer auch einen Hauch Hoffnung.“ Wer mit den düster-pessimistischen Arbeiten von Regisseur Stefano Sollima vertraut ist, so Wessels, den werde es kaum wundern, dass auch dieser letzte Funken Zuversicht in Sicario 2 einer allgegenwärtigen Tristesse gewichen ist: „Aus einem ungleichen Kampf zwischen David und Goliath ist eine aussichtslose Sisyphos-Arbeit geworden.“
Das Lexikon des internationalen Films schreibt, dass sich Sicario 2 wie bereits der erste Film „um die Darstellung einer gesellschaftlich-moralischen Krise im Gewand eines harten Actionfilms“ bemühe. Der Inszenierung fehle „allerdings der Sinn für die Abstraktion, durch den dem ersten Sicario-Film eine intensivere Reflexion der realen Verhältnisse gelang. Der Nachfolger erliegt im Gegensatz dazu häufiger den Klischees vordergründiger Action- und Kriegsfilme.“
Die Redaktion von Cinema vergleicht den Film ebenfalls mit seinem Vorgänger und meint, der Unterschied liege in der perspektivischen Ausrichtung, denn während der erste Film die Ausweglosigkeit und das Dilemma des Drogenkriegs im Allgemeinen vorführte, lege Taylor Sheridan Sicario 2 als Charakterstudie an: „Im Zentrum steht nun Antiheld Alejandro, dem der mit Mafia-Stoffen bestens vertraute Regisseur Stefano Sollima (…) genügend Raum zur Entfaltung und Entwicklung gibt. Hauptdarsteller Benicio del Toro verkörpert diesen Mann mit einer grandiosen Mischung aus bedrohlicher Gewalttätigkeit und verletzlicher Melancholie. Bereits im Vorgänger blitzte vereinzelt dessen tragische Vergangenheit auf. Hier nun erhält der Zuschauer tiefere Einblicke in das Seelenleben des Auftragskillers.“
Cath Clarke von Time Out sagt über den Hauptdarsteller, Benicio del Toro sei der Ernest Hemingway unter den Kino-Badasses: „Je weniger er sagt, desto besser ist er. Er macht seine überzeugendste Arbeit, während er aussieht, als würde er gerade einnicken.“
Über den Newcomer Elijah Rodriguez sagt Darren Franich von Entertainment Weekly, dieser spiele den Teenager Miguel kraftvoll und ein wenig traurig.

### Einspielergebnis
Die weltweiten Einnahmen aus Kinovorführungen belaufen sich auf 75,8 Millionen US-Dollar und übertrafen damit deutlich die Produktionskosten, die nach offiziellen Studioangaben 35 Millionen US-Dollar betragen. Das Online-Portal Deadline Hollywood berichtete allerdings unter Berufung auf ungenannte Quellen, dass die Produktionskosten bis zu 45 Millionen US-Dollar ausgemacht haben könnten.
In Deutschland verzeichnet der Film 155.473 Besucher.

## Fortsetzung
Ein dritter Film, der die Sicario-Saga um del Toros Figur abschließen und den Namen Sicario: Capos tragen soll, befindet sich angeblich in Planung und sollte ursprünglich Ende 2022 in die Kinos kommen.